# 니하리촌 (이바라키현 마카베군)
니하리촌(新治村)은 이바라키현 마카베군에 일찍이 존재했던 촌이다. 

## 지리
- 현재 지쿠세이시 북동부, 옛 교와정의 중부에 위치한다.
- 촌은 오가이강 동쪽 기슭에 위치한다.
- 촌은 고원과 평지가 뒤섞인 골짜기가 많은 지형이다.

## 역사
- 1889년 4월 1일 - 정촌제 시행에 의해 마카베군 니하리촌이 성립하였다.
- 1954년 12월 1일 - 니하리촌, 오구리촌과 합병해 교와정이 성립하여, 동일 니하리촌은 폐지되었다.

## 인구
| 1891년 | 2,891 |
| 1920년 | 3,754 |
| 1935년 | 4,436 |
| 1938년 | 3,846 |
| 1950년 | 6,328 |

## 교통

### 철도
- 일본국유철도 (→동일본 여객철도)
  - 미토선

### 도로
- 2급국도
- 국도 제122호선 (현:국도 제50호선)

## 참고문헌
- 角川日本地名大辞典編纂委員会『角川日本地名大辞典 8 茨城県』、角川書店、1983年 ISBN 4040010809
- 日本加除出版株式会社編集部『全国市町村名変遷総覧』、日本加除出版、2006年、ISBN 4817813180